# CMPK
UMP-CMP kinase là enzyme ở người được mã hóa bởi gen CMPK1.

## Chức năng
Uridine monophosphate (UMP)/cytidine monophosphate (CMP) kinase (EC 2.7.4.4) xúc tác quá trình vận chuyển phosphoryl từ ATP đến UMP, CMP và deoxy-CMP (dCMP), kết quả là hình thành ADP và nucleoside diphosphate tương ứng. Những nucleoside diphosphate này cần thiết cho sự tổng hợp axit nucleic tế bào.